# Florian Griespek von Griespach

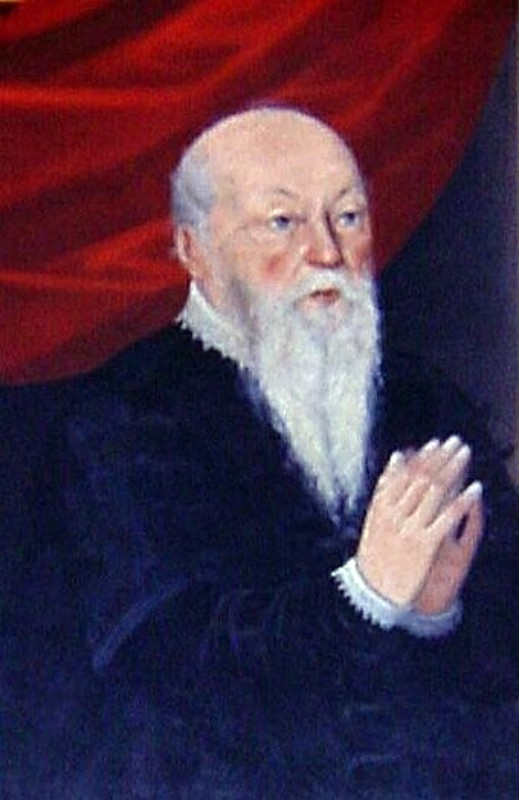
Florian Griespek

Florian Griespek von Griespach (tschechisch Florián Gryspek, auch Florián Gryspek z Gryspachu oder Florián Griespek z Griespachu * 18. Dezember 1509 in Innsbruck, Gefürstete Grafschaft Tirol; † 29. März 1588 in Mühlhausen, Bunzlauer Kreis) war ein böhmischer Adliger bairisch-österreichischer Abstammung, hoher königlicher Beamter sowie Ahnherr des Geschlechtes der Griespek von Griespach.

## Geschichte
Nach seinen Studien an der Universität Bologna und der Pariser Sorbonne trat er 1530 in die Dienste des böhmischen Königs und späteren Kaisers Ferdinand I., von dem er wegen seiner Bildung und seiner Ergebenheit als Sekretär der Böhmischen Kammer sehr geschätzt wurde. Mit seinen  Kenntnissen des Italienischen wurde er 1535 mit der Bauaufsicht über das Lustschloss der Königin Anna im Burggarten beauftragt. Im Jahre 1538 wurde er Königlicher Rat, 1540 Prokurator der Böhmischen Kammer.
Im Ständeaufstand von 1547 wurde Griespek als enger Vertrauter des böhmischen Landesherrn von den aufständischen protestantischen Ständen angeklagt und von diesen für kurze Zeit im Weißen Turm der Prager Burg eingesperrt. Danach erwarb schrittweise einen umfangreichen Landbesitz, unter anderem die Herrschaften Kaceřov, Nelahozeves und Rožmitál, auf denen er umfangreiche bauliche und unternehmerische Aktivitäten durchführte, von denen besonders die Renaissance-Umbauten der Schlösser Nelahozeves und Kaceřov bekannt wurden.
Griespek besaß auf dem Hradschin ein Renaissance-Palais (Gryspekovský dům), das nach 1562 zum Erzbischöflichen Palais umgebaut wurde.
Florian Griespek von Griespach hatte vierzehn Söhne und zehn Töchter, darunter Blasius (Blažej). Sein Besitz wurde unter den sieben Söhnen, die ihren Vater überlebten, aufgeteilt. Florian wurde gemeinsam mit seiner Ehefrau Rosina, geborene Helzl in der Kirche St. Peter und Paul (Kostel svatého Petra a Pavla) in Kralowitz begraben.